# Ausbaustrecke Nürnberg–Stuttgart
Die Ausbaustrecke Nürnberg–Stuttgart war ein Eisenbahnprojekt des Bundesverkehrswegeplans 1985. Es ist, in reduzierter und geänderter Form, inzwischen in den Bundesverkehrswegeplan 2030 und den Deutschlandtakt eingeflossen.
Die zwischen Waiblingen (bei Stuttgart) und Crailsheim über zwei verschiedene Wege (über Aalen und Backnang/Schwäbisch Hall-Hessental) verlaufende Achse ist in weiten Teilen eingleisig.
Die Achse über Aalen ist Teil des Kernnetzes des Transeuropäischen Verkehrsnetzes (TEN-V). Über Schwäbisch Hall ist sie Teil des TEN-V-Gesamtnetzes.

## Geschichte
| Produkt    | Fahrplanjahr                                            | Typische Reisezeit |
| ---------- | ------------------------------------------------------- | ------------------ |
| Interregio | Winter 1996/1997, Winter 1999/2000 und Winter 2000/2001 | 130 Minuten        |
| Intercity  | 2004                                                    | 131 Minuten        |
| Intercity  | 2013                                                    | 134 Minuten        |
| Intercity  | 2019                                                    | 133 Minuten        |
| Intercity  | 2021                                                    | 131 Minuten        |

Das Projekt war im Bundesverkehrswegeplan 1985 in der Dringlichkeitsstufe Planungen enthalten. Die Investitionskosten wurden, zum Preisstand von 1983, mit 890 Millionen DM beziffert. Das Projekt war Teil einer Querverbindung von Saarbrücken über Mannheim und Stuttgart nach Nürnberg, deren Kosten zum selben Preisstand auf 1,21 Milliarden DM geschätzt worden. Es ging maßgeblich aus einem EDV-gestützten Modellansatz hervor, mit dem die Deutsche Bundesbahn für den Bundesverkehrswegeplan 1985 Maßnahmen mit dem relativ größten Verkehrspotenzial suchte. Die Ausbaustrecke wurde auf Vorschlag der Deutschen Bundesbahn in den Bundesverkehrswegeplan 1985 aufgenommen.
Die Planungen hingen maßgeblich vom französischen Vorhaben der LGV Est ab. Auf dem 45. deutsch-französischen Gipfel der Staats- und Regierungschefs wurde im März 1985 eine zunächst getrennte und dann gemeinsame Untersuchung einer Schnellverbindung von Paris über den Osten Frankreichs und deren Anbindung an das deutsche Netz beschlossen. Diese Untersuchungen waren auf deutscher Seite Ende 1985 abgeschlossen gewesen und führten zur Anmeldung der Ausbaustrecken Saarbrücken–Ludwigshafen und Nürnberg–Stuttgart als Planungen für den Bundesverkehrswegeplan 1985. Im Dezember 1986 nahm eine Arbeitsgruppe mit Vertretern beider Verkehrsministerien und Bahngesellschaften die Arbeit auf.
Die Ausbaustrecke führte von Nürnberg über Ansbach, Crailsheim, Schwäbisch Hall-Hessental sowie Backnang und Waiblingen nach Stuttgart. Sie umfasste damit die Bahnstrecken Nürnberg–Crailsheim, Crailsheim–Heilbronn bis Schwäbisch Hall-Hessental, Schwäbisch Hall-Hessental–Waiblingen sowie Aalen–Stuttgart-Bad Cannstatt ab Waiblingen.
Im Rahmen des Projekts waren zwischen Schwäbisch Hall-Hessental und Nürnberg Linienverbesserungen und Signalanpassungen für eine Erhöhung der Streckengeschwindigkeit auf maximal 200 km/h vorgesehen. Zwischen Crailsheim und Backnang war eine Elektrifizierung geplant, die 1996 durchgeführt wurde. Die Streckengeschwindigkeit zwischen Nürnberg und Stuttgart sollte durch die Beseitigung enger Bögen und anderer Geschwindigkeitsbeschränkungen erhöht werden. Die Linienführung über Backnang war 13 km kürzer als die damals bereits elektrifizierte Strecke über Aalen (Remsbahn).
Ein konkreter Planungsauftrag für diese Maßnahmen an die Deutsche Bundesbahn wurde nicht erteilt (Stand: Mai 1987). Zur Trassensicherung sollte im Einzelfall und mit Zustimmung des Bundesverkehrsministeriums eine Linienbestimmung vorgenommen werden.
In den früheren Bundesverkehrswegeplänen von 1973 und von 1980 war ein Vorhaben in dieser Relation noch nicht enthalten.

## Nachfolgeprojekte
Im folgenden Bundesverkehrswegeplan 1992 war das Vorhaben nicht mehr enthalten. Stattdessen wurde eine so genannte 1. Stufe der ABS Karlsruhe – Stuttgart – Nürnberg – Leipzig/Dresden als neues Vorhaben in den vordringlichen Bedarf aufgenommen. 720 Millionen DM Investitionskosten wurden für den Bereich der Deutschen Bundesbahn vorgesehen, weitere 725 Millionen DM für den Bereich der Deutschen Reichsbahn (Preisstand: jeweils 1. Januar 1991). In den weiteren Bedarf wurde eine 2. Stufe mit Investitionskosten von 1.900 Millionen DM aufgenommen, die ausschließlich auf den Bereich der Deutschen Reichsbahn entfielen. Für die Achse Stuttgart–Nürnberg–Dresden hatte die Bundesregierung zuvor auch eine Transrapid-Lösung prüfen lassen. Im Rahmen der 1. Stufe war unter anderem eine Ertüchtigung für bogenschnelles Fahren, die Elektrifizierung zwischen Nürnberg, Hof und Reichenbach sowie der Einbau neuer Signal- und Fernmeldeanlagen vorgesehen.
Das Nachfolgeprojekt umfasst eine Länge von 740 km.

### Bundesverkehrswegeplan 2003
Im Bundesverkehrswegeplan 2003 galt der Abschnitt zwischen Dresden und Hof als laufendes Vorhaben, der Abschnitt zwischen Hof und Nürnberg als neues Vorhaben. Der Verkehrsinvestitionsbericht für das Berichtsjahr 2012 enthält für den Bereich zwischen Nürnberg, Stuttgart und Karlsruhe keine Informationen. Der Ausbau der Achse Dresden–Hof–Nürnberg wird inzwischen als Franken-Sachsen-Magistrale verfolgt. Seit Dezember 2013 ist der Abschnitt zwischen Dresden und Hof elektrifiziert, die rechte Pegnitzstrecke und die Weiterführung von Marktredwitz nach Hof jedoch (Stand 2025) nicht.

### Interessengemeinschaft
Am 12. Juli 2013 wurde in Crailsheim die Interessengemeinschaft Schienenkorridor Stuttgart–Nürnberg gegründet, die sich für den Ausbau der Achse zwischen Nürnberg und Stuttgart einsetzt. Ein beim Regionalverband Ostwürttemberg angesiedeltes Büro hat im Jahr 2013 die Arbeit aufgenommen. Pate stand der bereits bestehende Interessenverband Gäu-Neckar-Bodensee-Bahn.

### Bundesverkehrswegeplan 2030
Das Land Baden-Württemberg meldete 2013 den Ausbau der Residenzbahn und der Remsbahn für den Bundesverkehrswegeplan 2030 in der Meldegruppe 1 „Achsen des Transeuropäischen Eisenbahnnetzes (TEN) und übrige internationale Strecken“ an. Zur Beschleunigung der Strecke, optional mit Neigetechnik und den zweigleisigen Ausbau des Abschnitts zwischen Crailsheim und Goldshöfe werden die Kosten in Baden-Württemberg auf 108 Millionen Euro geschätzt. Die kürzere Strecke über die Murrbahn fiel laut der Anmeldung nur in die Gruppe 2 „Achsen zwischen Oberzentren“ und soll unter dem Namen „ABS Stuttgart – Crailsheim“ zur Beseitigung von Güter- und Personenverkehrsengpässen für 180 Mio. Euro zwischen Backnang und Schwäbisch Hall-Hessental auf 42 Kilometer zweigleisig ausgebaut werden. Eine Neigetechnikausrüstung wird als optional erwähnt.
Laut Angaben des Landes Baden-Württemberg von 2017 hielt der Bund den Ausbau der Achse von Karlsruhe über Stuttgart nach Nürnberg für ein Regionalverkehrsprojekt und habe es daher abgelehnt, das Vorhaben in den Bundesverkehrswegeplan 2030 im Vordringlichen Bedarf aufzunehmen. Stattdessen wurde eine ABS Stuttgart – Backnang / Schwäbisch Gmünd – Aalen – Nürnberg in den Potentiellen Bedarf aufgenommen. Die genaue Ausgestaltung des Projekts war beim Beschluss des BVWP 2030 im Jahr 2016 noch offen.
2018 wurde das Vorhaben, neben 28 Projekten, in den vordringlichen Bedarf hochgestuft. Zwischen Backnang und Schwäbisch Hall-Hessental ist ein abschnittsweise zweigleisiger Ausbau mit Neigetechnikzügen für 160 km/h vorgesehen. Die Kosten werden auf 420 Mio. Euro geschätzt. Das Vorhaben über die Murrbahn sei laut Bundesverkehrsministerium gesamtwirtschaftlich vorteilhafter als ein Ausbau über Aalen. Auf einer Länge von 58 km soll die Strecke dabei für 160 km/h mit Neigetechnik ausgebaut werden, damit 18 Minuten Fahrzeit im Schienenpersonenfernverkehr eingespart und somit rund 800.000 Fahrgäste dafür gewonnen werden. Der Ausbau der Achse über Aalen ist darüber hinaus im Deutschlandtakt enthalten. Der Ausbau der Remsbahn zwischen Goldshöfe und Crailsheim könne über das Gemeindeverkehrsfinanzierungsgesetz erfolgen.
Eine Untersuchung im Auftrag des Bundes zum Ausbau des Korridors Stuttgart–Nürnberg kam 2018 zu dem Schluss, dass die Querschnittsbelastung in eingleisigen Abschnitten sehr gering und ein zweigleisiger Ausbau nicht notwendig sei. Die kürzeste Reisezeit auf der Achse sei über die Murrbahn und mit Neigetechnikzügen erreichbar, wofür Investitionen von 255 Millionen Euro erforderlich seien.

### Weitere Untersuchungen
Am 19. Dezember 2018 verständigten sich Vertreter von Land Baden-Württemberg und Regionen, eine vertiefende Untersuchung zum Ausbau der Murrbahn von Stuttgart über Schwäbisch Hall nach Crailsheim wie auch der Remsbahn von Stuttgart über Aalen bis Crailsheim auf den Weg bringen zu wollen. Es soll geklärt werden, welche Ausbaumaßnahmen erforderlich sind, um den Schienenpersonenverkehr auf beiden Strecken im Rahmen eines Gesamtkonzepts zu beschleunigen. Dabei sollen der Ausbau der Murrbahn von Stuttgart über Schwäbisch Hall nach Crailsheim und der Remsbahn von Stuttgart über Aalen bis Crailsheim sowie der Weiterführung nach Nürnberg vertieft untersucht werden. Es soll dabei ein Angebots- und Infrastrukturkonzept für die Murrbahn, die Remsbahn sowie die Obere Jagstbahn entwickelt, Reisezeitverkürzungen erzielt und Verknüpfungen in den Knotenbahnhöfen, insbesondere Stuttgart und Nürnberg, verbessert werden. Dazu sollen acht Szenarien und zwei Optionen untersucht werden. Die Untersuchung wurde im April 2020 vom Verkehrsministerium Baden-Württemberg, sowie den Landratsämtern von Ostalbkreis, Rems-Murr-Kreis und Schwäbisch Hall beauftragt. Laut Angaben des Ostalbkreises wird eine Reisezeit zwischen Nürnberg und Stuttgart von zwei Stunden und eine Begrenzung der Umsteigezeiten in beiden Knoten auf 15 Minuten angestrebt. Die Ergebnisse des Gutachtens sollten, laut Angaben des Landtagsabgeordneten Winfried Mack, in den 3. Gutachterentwurf des Deutschlandtakts aufgenommen werden. Die Ergebnisse der Untersuchung wurden am 28. Oktober 2021 vorgestellt. Unter anderem wird darin ein abschnittsweiser zweigleisiger Ausbau der Murrbahn wirtschaftlich positiv bewertet. Der Abschlussbericht der Untersuchung datiert auf den 26. September 2022.

### Deutschlandtakt
Der im Mai 2019 vorgelegte 2. Gutachterentwurf der Deutschlandtakt-Konzeption sieht eine zweistündige Linie des Fernverkehrs oder schnellen Regionalverkehrs zwischen Nürnberg und Stuttgart (über Aalen) mit einer Reisezeit von 2 Stunden und 12 Minuten vor. Im Regionalverkehr, über Schwäbisch Hall-Hessental, sollen 2 Stunden und 29 Minuten erreicht werden. Zusätzlich soll eine Fernverkehrslinie Stuttgart–Zürich, mit Zwischenhalten in Schwäbisch Hall-Hessental, Crailsheim und Ansbach, eine Reisezeit zwischen Nürnberg und Stuttgart von einer Stunde und 51 Minuten erreichen. Diese Linie sollte Neigetechnik nutzen.
Der im Juni 2020 vorgelegte 3. Gutachterentwurf der Deutschlandtakt-Konzeption sieht zwei stündliche Linien des Fernverkehrs oder schnellen Regionalverkehrs zwischen Nürnberg und Stuttgart vor. Über Aalen ist eine Reisezeit von 2 Stunden und 18 Minuten geplant, wobei die Züge in Karlsruhe beginnen und zweistündlich über Saalfeld nach Leipzig durchgebunden werden sollen. 2 Stunden und 21 Minuten sollen über Schwäbisch Hall-Hessental erreicht werden, wobei die Durchbindung dieser Linie nach Zürich vorgesehen ist. Nach Fertigstellung der Studie zur Rems- und Murrbahn können sich noch Änderungen ergeben. Die Bayerische Eisenbahngesellschaft sieht angesichts der langen Reisezeit Nachbesserungsbedarf.

## Kommentare
1. ↑  Nürnberg Hbf ab :43, Ansbach an :06/ab :07, Crailsheim :33/:35, Ellwangen :49/:51, Aalen :03/:04, Schwäbisch Gmünd :18/:19, Stuttgart Hbf an :53
2. ↑  Nürnberg Hbf ab :42, Ansbach an :06/ab :07, Crailsheim :33/:35, Ellwangen :50/:51, Aalen :02/:03, Schwäbisch Gmünd :19/:20, Stuttgart Hbf an :53
3. ↑  Nürnberg Hbf ab :39, Ansbach an :06/ab :07, Crailsheim :33/:35, Ellwangen :49/:51, Aalen :01/:03, Schwäbisch Gmünd :18/:20, Stuttgart Hbf an :53
4. ↑  Nürnberg Hbf ab :40, Ansbach an :06/ab :07, Crailsheim :33/:35, Ellwangen :49/:51, Aalen :01/:03, Schwäbisch Gmünd :18/:19, Stuttgart Hbf an :53
5. ↑  Nürnberg Hbf ab :41, Ansbach an :06/ab :07, Crailsheim :33/:35, Ellwangen :49/:50, Aalen :00/:02, Schwäbisch Gmünd :16/:18, Stuttgart Hbf an :52